# شاهین
شاهین نام عمومی ۳۷ گونه پرنده شکاری است که در سردهٔ Falcon قرار می‌گیرند و در تمام قاره‌های جهان به جز قطب جنوب زندگی می‌کنند.
شاهین‌ها با چشمان کاملاً سیاه، بدن لاغر، بال‌های نوک‌تیز و منحنی، وجود یک پلکان در منقار بالا، توانایی پرواز با سرعت بسیار بالا و تغییر جهت ناگهانی از دیگر پرندگان شکاری متمایز می‌شوند. شاهین‌ها در سال اول عمر خود شهپرهایِ پرواز بلندتری دارند که مشابه پرندگان شکاری چندمنظوره است (شاهین‌ها از نظر نوع شکار و تکنیک شکار یک شکارچی تخصصی محسوب می‌شوند) تا به این شیوه بهتر بتوانند پرواز را بیاموزند و در سال‌های بعد با تغییر شهپرها تکنیک‌های پروازی خاص شاهین را می‌آموزند.
شاهین‌ها در شکار پرندگان در حال پرواز تخصص دارند و با منقار خود شکار را می‌کشند درحالیکه پرندگان شکاری دیگر تکنیکهای متنوعی در این کار دارند و با پنجه‌های خود طعمه را می‌کشند. شاهین بحری (یا بحری) که بیشترین پراکندگی را در بین شاهین‌ها دارد با رکورد سرعت ۳۹۰ کیلومتر در ساعت سریعترین جاندار روی کره زمین است. بالابان (پرنده)، لاچین و ترمتای از دیگر انواع معروف شاهین هستند. شاهین‌هایی که بال‌های باریک‌تر و درازتر دارند به «لیل» معروف هستند این نوع بال‌ها برای شکار پرندگان بسیار مانورپذیر همچون پرستو و بادخورک مناسب است. شاهین‌های نسبتاً کوچک و چاق‌تری که به پرواز درجا علاقه دارند نیز به دلیجه (به ترکی دیوانه‌سان) معروف هستند.

## گونه‌ها
- دلیجه مالاگاسی، Falco newtoni
- دلیجه سیشلی، Falco araea
- دلیجه موریسی، Falco punctatus

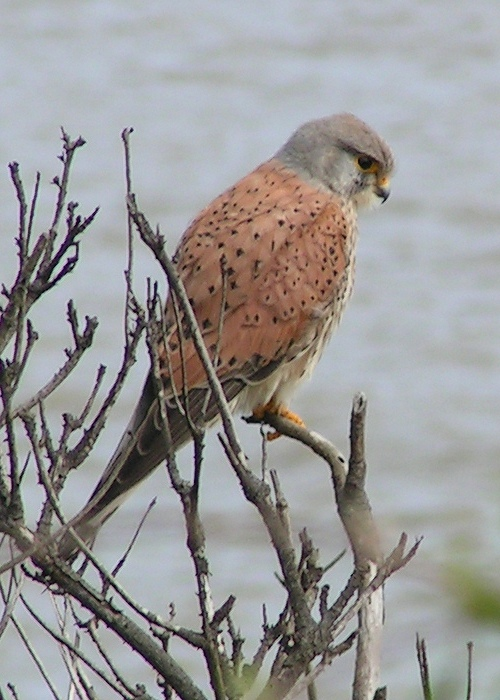
دلیجه معمولی

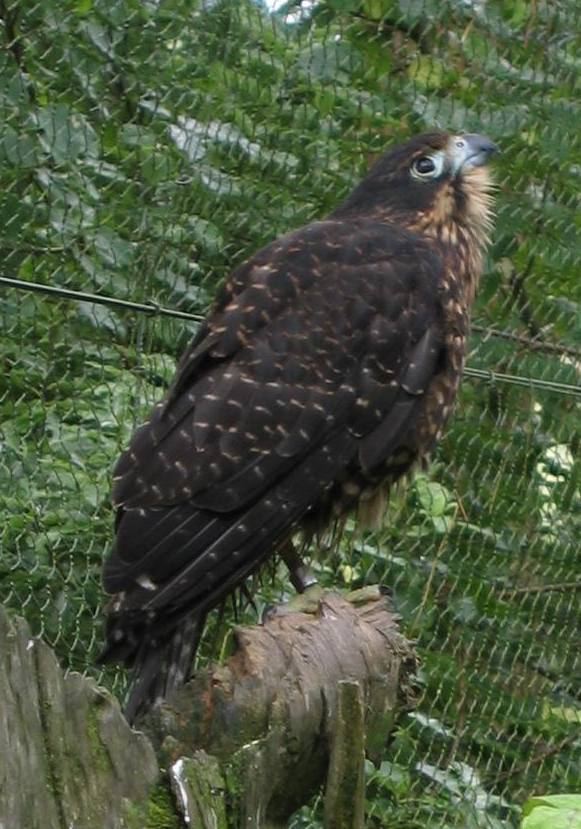
شاهین نیوزیلند

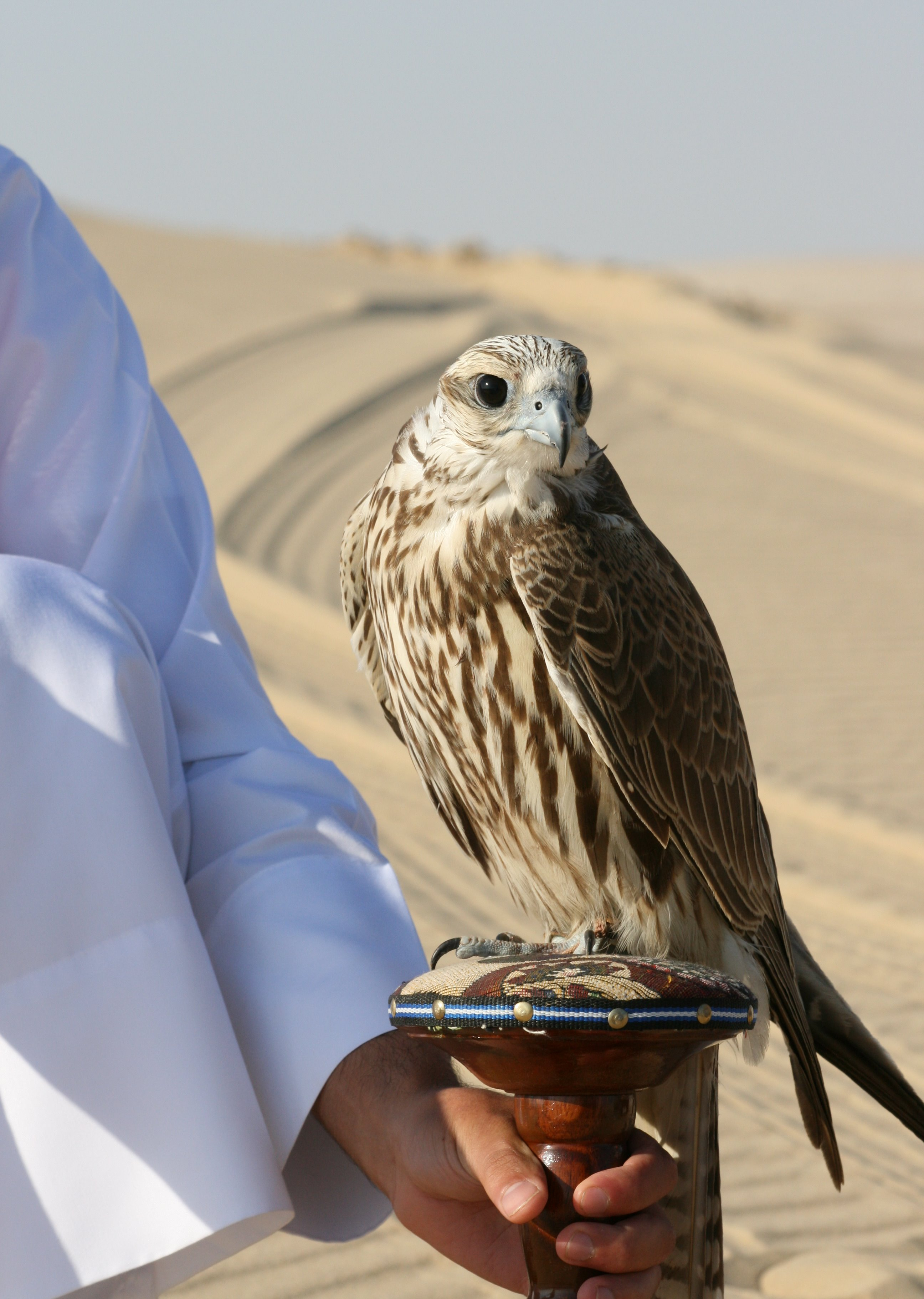
بالابان (پرنده), a typical hierofalcon

- دلیجه رئونیون، Falco duboisi – انقراض هولوسن (حدود ۱۷۰۰)
- دلیجه خال‌دار، Falco moluccensis
- دلیجه استرالیایی Falco cenchroides
- دلیجه معمولی، Falco tinnunculus
- دلیجه بزرگ، Falco rupicoloides
- دلیجه روباهی، Falco alopex
- دلیجه کوچک، Falco naumanni
- دلیجه خاکستری، Falco ardosiaceus
- دلیجه دیکینسون، Falco dickinsoni
- شاهین نواری، Falco zoniventris
- شاهین سرحنایی، Falco chicquera
  - شاهین گردن‌سرخ آفریقایی، Falco (chicquera) ruficollis
- شاهین پاسرخ، Falco vespertinus
- شاهین آمور، Falco amurensis
- شاهین الئونورا، Falco eleonorae
- شاهین دودی، Falco concolor
- دلیجه آمریکایی or "sparrow hawk", Falco sparverius
- Aplomado falcon, Falco femoralis
- ترم‌تای، Falco columbarius
  - ترم‌تای اوراسیایی، Falco (columbarius) aesalon
- شاهین خفاشی، Falco rufigularis
- شاهین سینه‌نارنجی، Falco deiroleucus
- لیل اوراسیایی، Falco subbuteo
- لیل آفریقایی، Falco cuvierii
- لیل خاوری، Falco severus
- لیل استرالیایی or little falcon, Falco longipennis
- شاهین نیوزیلند یا kārearea, Falco novaeseelandiae
- شاهین قهوه‌ای، Falco berigora
- شاهین خاکستری، Falco hypoleucos
- شاهین سیاه، Falco subniger
- شاهین لاچین، Falco biarmicus
- شاهین بلوچی، Falco jugger
- بالابان (چرغ)، Falco cherrug
  - بالابان آلتایی، Falco cherrug altaicus (status unclear)
- شنقار، Falco rusticolus
- شاهین مرغزار، Falco mexicanus
- شاهین بحری، Falco peregrinus
  - Peale's falcon, Falco peregrinus pealei
  - Pallid falcon, Falco peregrinus cassini var. kreyenborgi
  - شاهین کوهی، Falco (peregrinus) pelegrinoides
- شاهین تایتا، Falco fasciinucha
- شاهین پشت‌گردن‌سرخ، Red-naped shaheen

## واژه‌شناسی
شاهین و انواع دیگر از فارسی میانه šāhēn (به معنای واقعی کلمه «باشکوه، پادشاهی») و نام Šahēn آمده است. ارمنی میانه را شاهین (šahēn) و ارمنی قدیم شاهین (Šahēn) مقایسه کنید. در فارسی/فارسی دو معنی دارد: شاهین به‌ویژه شاهین بربری. معنای دوم نشان‌گر ترازو است.
نام رایج انگلیسی شاهین (shahin) نباید با همان کلمه در زبان هندواروپایی، فارسی، زبان ترکی ترکی، و زبان آفریقایی عربی شاهین (falcon)، اشتباه گرفته شود. ممکن است به شاهین یا گونه‌ای از شاهین اشاره داشته باشد.
شاهین در پارسی یعنی منسوب به «شاه» یا به گفته دیگر «شاهانه»، چنین ترکیبی را در واژگان همسان دیگر همچون آهنین (منسوب به آهن)، آتشین (منسوب به آتش)، سنگین (منسوب به سنگ) و رنگین (منسوب به رنگ) می‌بینیم. با آنکه پیشینه شکار با شاهین به دوره پادشاهی آشور بازمی‌گردد، گمان می‌رود در دوره ساسانی ورزش شاهان بوده چرا که در دوره اسلامی گسترش یافت. شکار با شاهین پس از آن به اروپا گسترش پیدا کرد. نام شاهین می‌تواند از شکار کردن شاه با پرنده شکاری ریشه گرفته باشد.
در اوستا دو بار از این مرغ با نام «سئن» (Saena) یاد شده است و اوستاشناسان اروپایی آن را به معنی عقاب برگردانده‌اند؛ گرچه تردیدی نیست که سئن همان شاهین (عقاب) است. در بسیاری از گویش‌های کنونی ایران نیز چنین آمده است و از جمله نامی به صورت «شائین» (Shain) به جای مانده است. (حاشیهٔ برهان چ معین)
در واژه‌نامه دهخدا در معنی شاهین به عنوان پرنده شکاری آمده است: «... و صفت شاهین از واژهٔ شاه درآمده و این پرنده به مناسبت شکوه و توانایی و تقدس خود شاه مرغان خوانده شده است.» پس تعبیر منسوب به شاه (با شکوه و توانمند) برای نام شاهین اینجا نیز مصداق دارد.

## نماد

نقش شاهین بر روی نشان کوروش بزرگ

ابوریحان بیرونی درکتاب «التفهیم» می‌گوید:
عقاب زرین نشان پرچم ایران باستان بوده است، نقش شاهین بر درفش هخامنشی نشانه‌ای از پیروزی و نمادی از اهورامزدا در پرندگان می‌باشد. 
صفت شاهین از واژهٔ شاه درآمده و این پرنده به واسطه شکوه، توانایی، سپنتایی و تقدس خود «شاه مرغان» نامیده شده است.
شاهین زرین علامت و نشانی روی درفش سپاه ایران بود، در سر لشکریان در روزگار هخامنشیان شاهین شهپر گشوده در سر نیزهٔ بلندی برافراشته به همه نمودار بود. پس از سپری شدن شاهنشاهی و دست یافتن اسکندر در پایان سدهٔ چهارم پیش از میلاد، اسکندر آن را نقش سکهٔ پادشاهی خود قرار داد

## شاهین در دوران ساسانی
از شاهین در دروران ساسانی و مزدیسنا به نیکی یاد نمی‌شود و در بندهش بیان شده است که «هرمزد چون مرغ شاهین را آفرید گفت که تو مرغ شاهین را آفریدم که از تو مرا رنج بیش باشد که خشنودی زیرا کام اهریمن بیش ورزی که آن من. بمانند مردم دروند که از خواسته سیر نشوند، تو نیز از کشتن مرغ، سیر نشوی. اما اگر تو را نمی‌آفریدم، آنگاه اهریمن گرگ پردار را بسان تن تو می‌آفرید و نمی‌گذاشت آفریدگان زیست کنند»

## کاربرد نام شاهین

تندیس شاهین در شهر شاهین‌دژ

شاهین پرنده‌ای است فرخنده و خجسته و در توانایی و شکوه سرآمد پرندگان است این پرنده هوشیار و چالاک در بیشه زارها و مناطق کوهستانی دیده می‌شود و ایران هم نشیمنگاه این مرغ بوده و هست.
نام بعضی از مکان‌ها از این پرنده‌گرفته شده است، مانند:شاهین‌دژ، سنندج (سائین دژ)، سیندخت (سائین دخت) و سناباد (نام کهن مشهد) و صایین قلعه و نیز شهرها و بخش‌ها و روستاهایی چون شاهین‌شهر، شاهین‌آباد، شاهین‌تپه، شاهین‌دشت، شاهین‌ویلا و جز آن.

## شاهین در فرهنگ و ادب ایران
شاهین جایگاه والایی در ادبسار ایران زمین داشته است. در سروده‌های بسیاری از سرایندگان پارسی‌گوی، «شاهین» به نماد دلیری و چالاکی یاد شده است. این پرنده با آنکه از قوش و عقاب کوچکتر است، به پشتوانه گستاخی و دلیری که دارد گاهی به عقاب و قوش می‌تازد.
نمونه‌هایی از یادکرد «شاهین» در ادبسار پارسی:
| نشستنگه و مجلس و می گسار                 |  | همان باز و شاهین و یوز و شکار (فردوسی)               |
| ز شاهین و از بازو پران عقاب              |  | ز شیر و پلنگ و نهنگ اندر آب (فردوسی)                 |
| سگ و یوز در پیش شاهین و باز              |  | همی راند بر دشت روز دراز (فردوسی)                    |
| هزار کبک ندارد دل یکی شاهین              |  | هزار بنده ندارد دل خداوندی (شهید بلخی)               |
| دم عقرب بتابید از سر کوه                 |  | چنان چون چشم شاهین از نشیمن (منوچهری)                |
| در هوا چند معلق زنی و جلوه کنی           |  | ای کبوتر نگران باش که شاهین آمد (حافظ)               |
| تفکر کن در این معنی تو در شاهین و مرغابی |  | گریزان است این از آن و آن بر این ظفر دارد (ناصرخسرو) |
| تو بر بالای علم آنگه رسی باز             |  | که بر شاهین همت نشکنی پر (ناصرخسرو)                  |
| چو شاهین بازماند از پریدن                |  | ز گنجشکش لگد باید چشیدن (نظامی)                      |
| سوی شاهین بحری بازگشتی                   |  | که وحشی‌تر شود شاهین دشتی (نظامی)                     |
| کجا گشت شاهین او صیدگیر                  |  | ز شاهین گردون برآرد نفیر (نظامی)                     |
| شبروی کرده کلنگ آسا بروز                 |  | همچو شاهین کامران خواهد نمود (خاقانی)                |
| فرود آمد یکی شاهین بشبگیر                |  | تذرو نازنین را کرد نخجیر (نظامی)                     |
| زآهنین چنگال شاهین غمت                   |  | رخنه رخنه ست اندرون من چو دام (سعدی)                 |
| بسی نماند که در عهد رای و رایت او        |  | به یک مقام نشینند صعوه و شاهین (سعدی)                |
| شهپر زاغ و زغن زیبای قید و صید نیست      |  | این کرامت همره شهباز و شاهین کرده‌اند (حافظ)          |
| کف یوز پر مغز آهو بره                    |  | همه چنگ شاهین دل گودره (عنصری)                       |

نگاره این پرنده در کنده‌کاری‌های بناهای باستانی ایران دیده می‌شود. همچنین بر روی درفش هخامنشیان نگاره ای از این پرنده شکل گرفته بود. در نشان باشگاه فوتبال شاهین تهران هم نمادی از این پرنده به کار گرفته شده است.

## نگارخانه

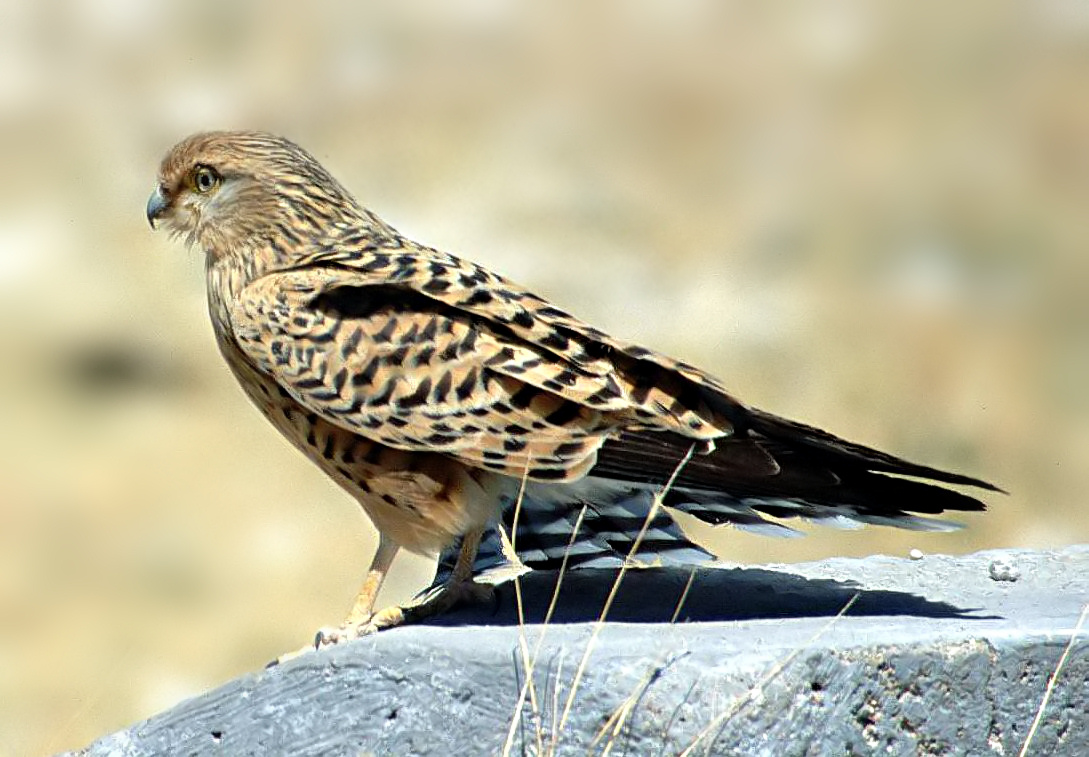
دلیجه بزرگ
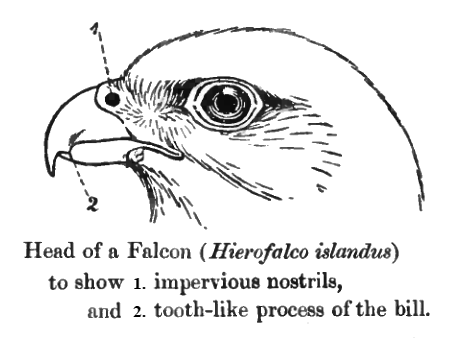
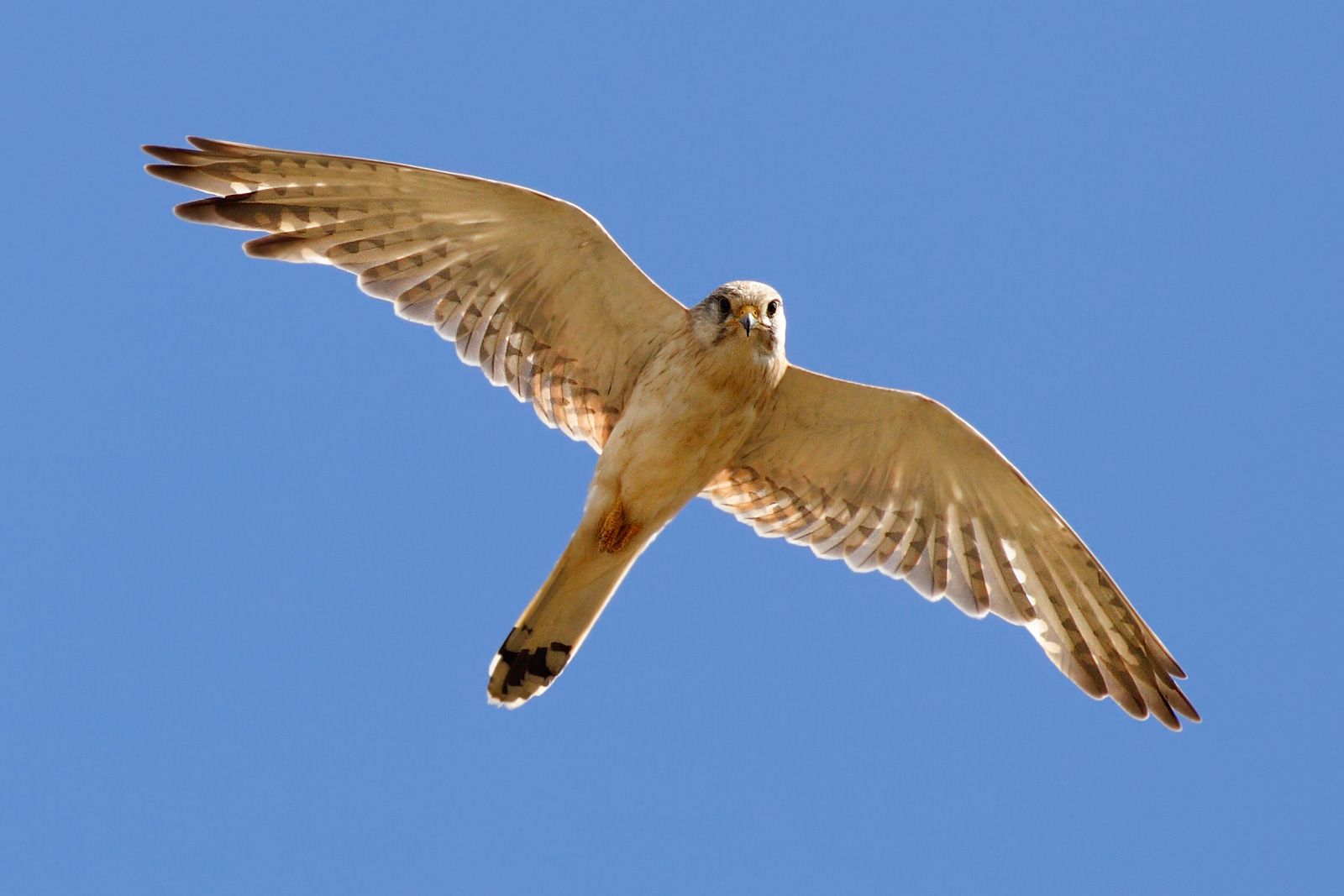
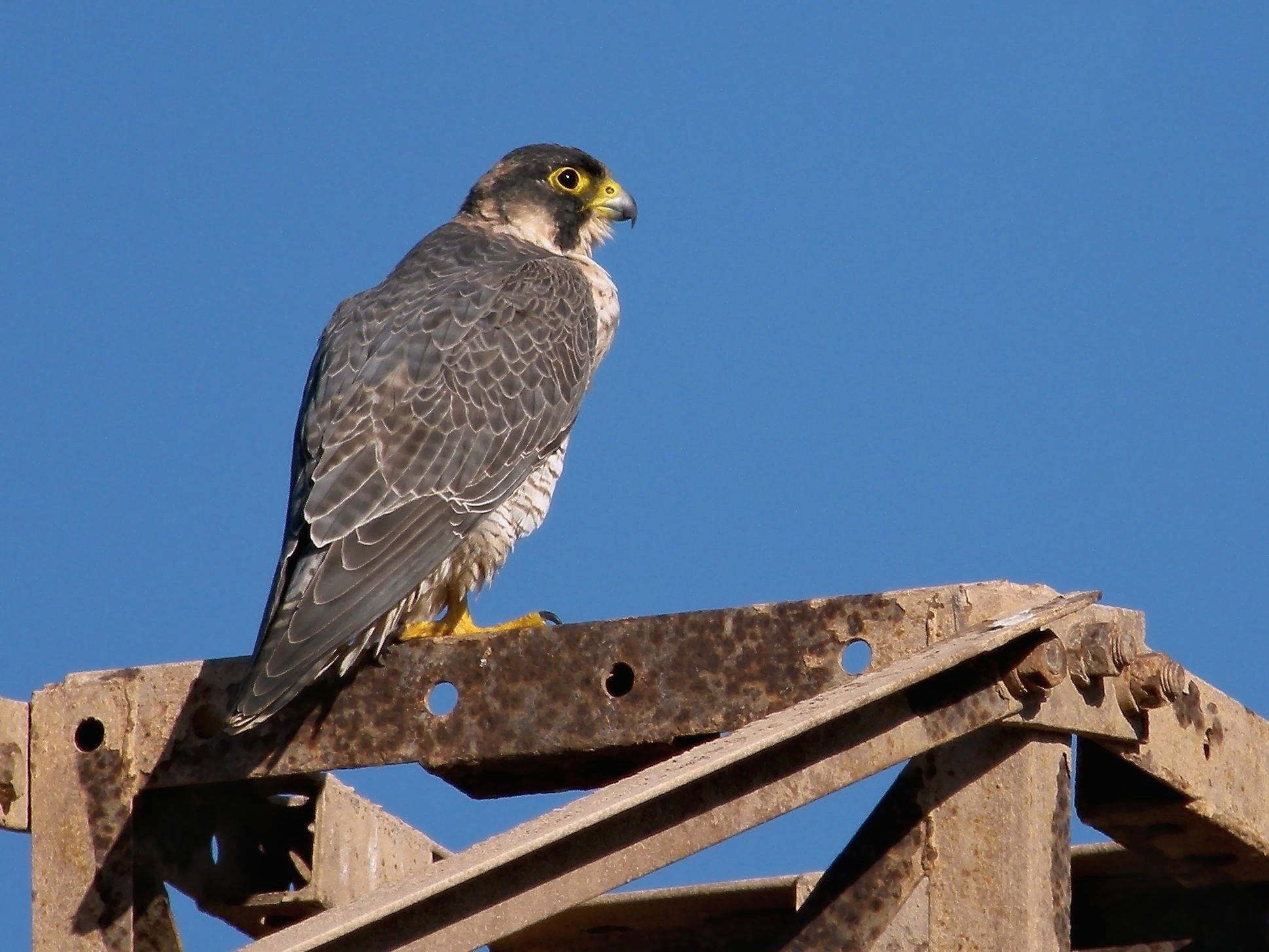
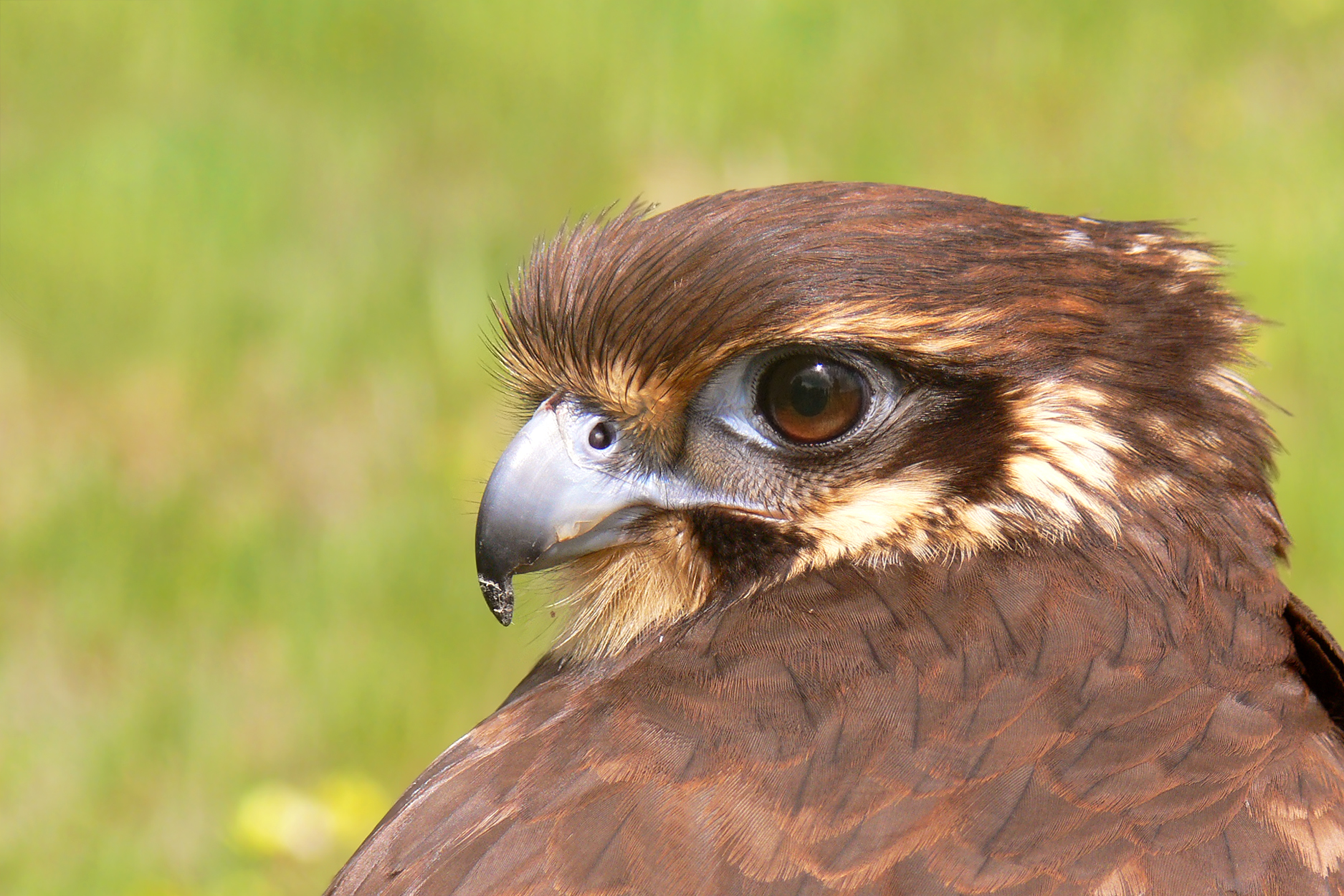
نوعی از شاهین به نام شاهین قهوه‌ای